# Piątkowa (powiat przemyski)

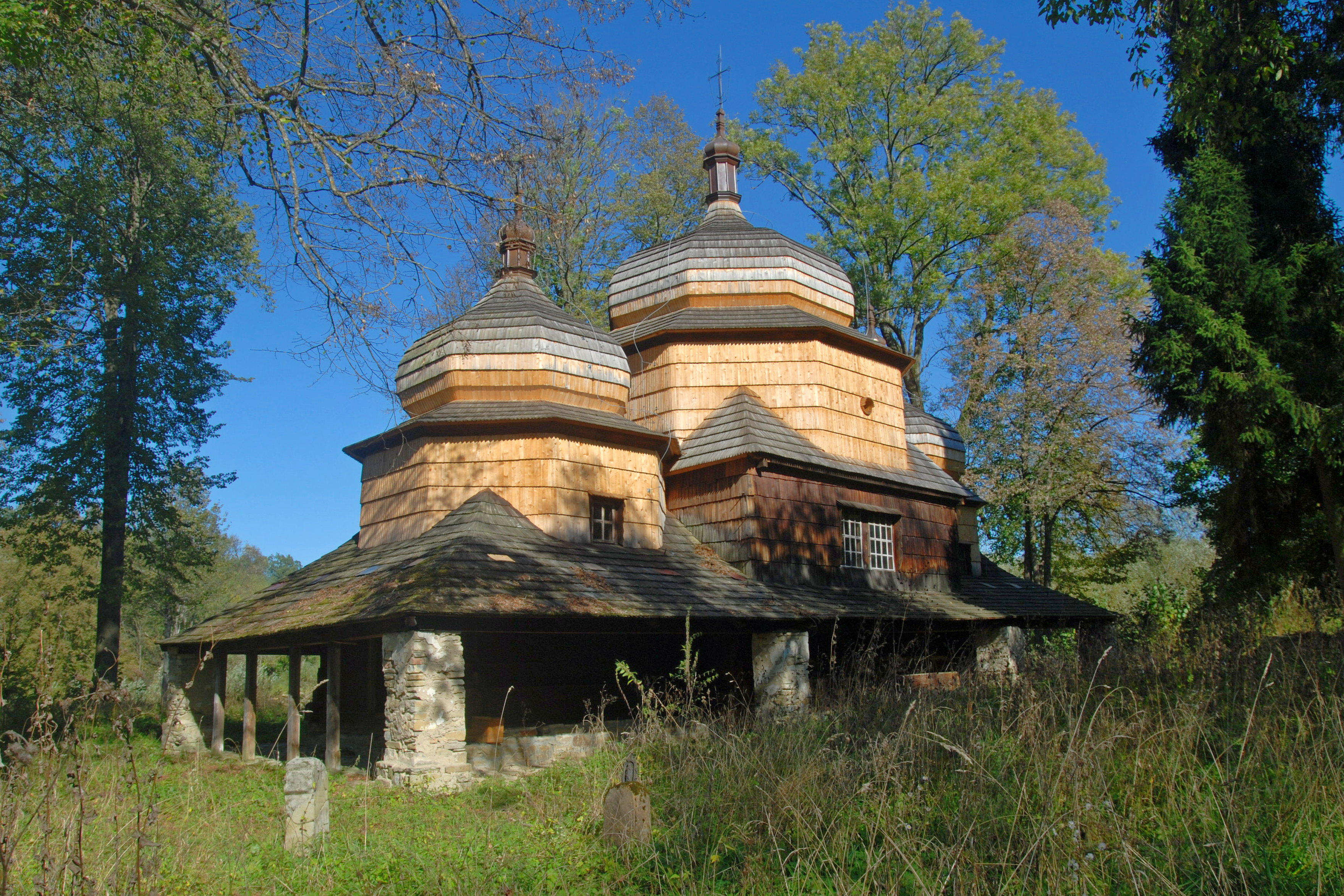
Zabytkowa cerkiew

Piątkowa – wieś w Polsce położona w województwie podkarpackim, w powiecie przemyskim, w gminie Dubiecko. Leży na Pogórzu Przemyskim nad rzeczką Jawornik, prawobrzeżnym dopływem Sanu. Wcześniej znana jako Piątkowa Ruska.
W latach 1975–1998 miejscowość należała administracyjnie do województwa przemyskiego.

## Części wsi
| SIMC    | Nazwa          | Rodzaj    |
| ------- | -------------- | --------- |
| 0600823 | Dolna Piątkowa | część wsi |
| 0600830 | Dział          | część wsi |
| 0600846 | Górna Piątkowa | część wsi |

## Historia
Pierwsze wzmianki o wsi pochodzą z 1448 r., kiedy należała do dóbr dubieckich Kmitów. W XVI w. przeszła w ręce Stadnickich a następnie Krasickich. W latach międzywojennych Piątkowa była jedną z największych wsi Pogórza. Działał tu folusz obsługujący całą okolicę i tartak. W 1785 r. wieś liczyła ponad 1000 mieszkańców (830 wyzn. gr.-kat., 173 rz.-kat., 17 żydów). Według spisu z 1921 r. było tu 374 domów i 2118 mieszkańców (1727 wyzn. gr.-kat., 283 rz.-kat. i 108 mojż.).
W połowie XIX wieku właścicielem posiadłości tabularnej Piontkowa był Michał Jordan.
Do greckokatolickiej parafii w Piątkowej należała również filialna cerkiew w Żohatynie. W latach 1938–1943 proboszczem greckokatolickiej parafii był ksiądz Wasyl Szewczuk. W latach międzywojennych w zamieszkanym przez Polaków przysiółku Pracówka, położonym w górnym krańcu wsi, wybudowano murowany kościół, identyczny jak w Ropience. 
W II Rzeczypospolitej wieś położona powiecie dobromilskim województwa lwowskiego. 10 lutego 1940 r. NKWD deportowało na Syberię 26 Polaków. W latach 1944–1946 nacjonaliści ukraińscy z OUN-UPA zamordowali tu 28 Polaków, paląc większość gospodarstw. 28 kwietnia 1944 r. polska samoobrona dokonała tu akcji odwetowej, w czasie której zginęło 20 Ukraińców.
Po II wojnie światowej ukraińscy mieszkańcy zostali przesiedleni do ZSRR na mocy polsko-ukraińskiego porozumienia o wymianie ludności, a w ich miejsce przyjechali polscy osadnicy.

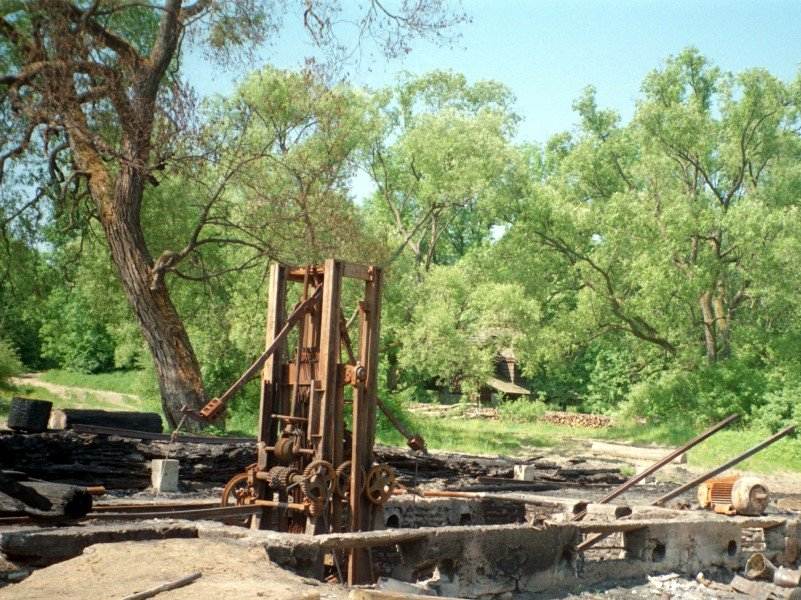
Spalony tartak
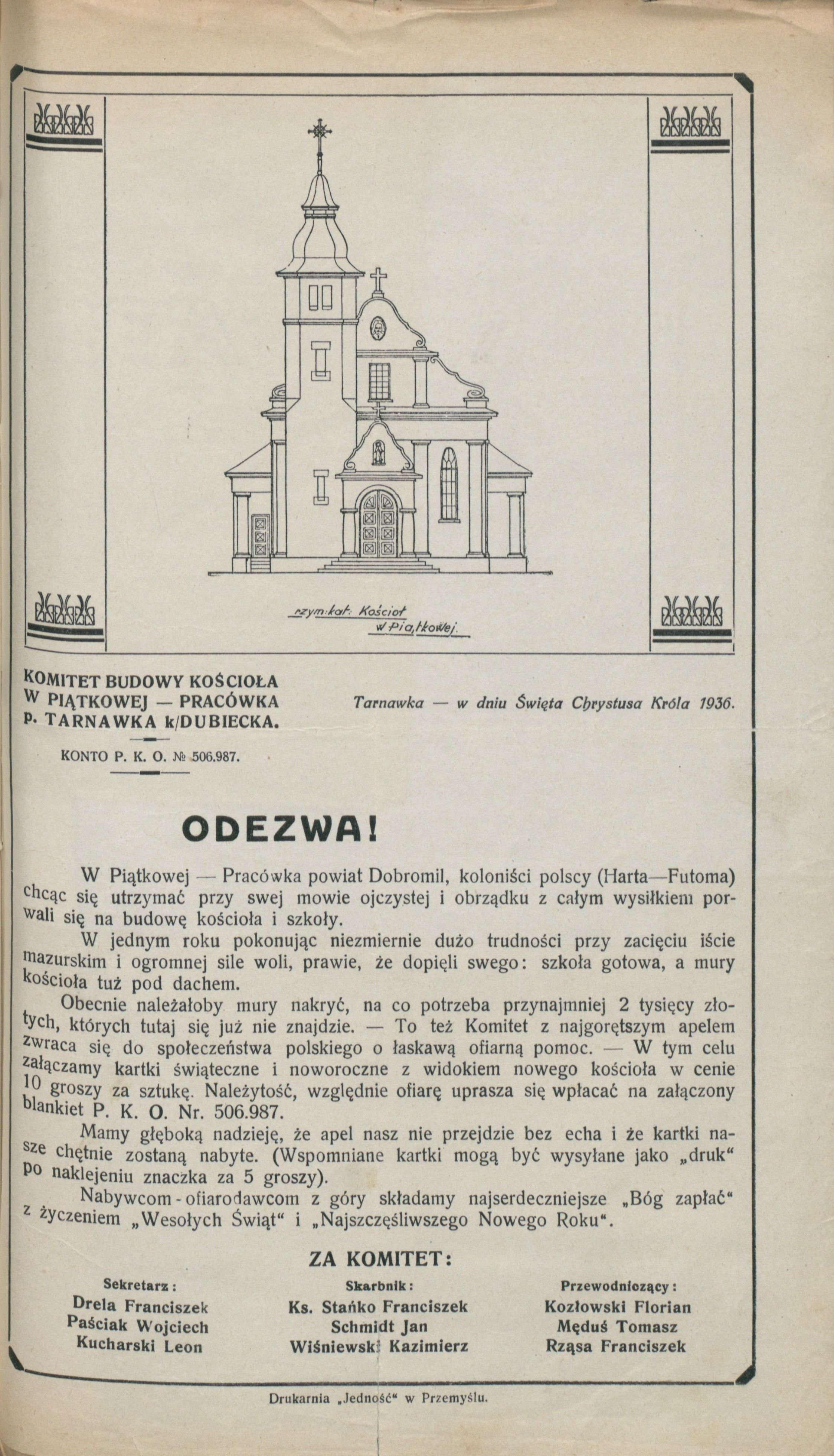
Odezwa Komitetu Budowy Kościoła w Piątkowej z 1936 r. ze zbiorów Archiwum Państwowego w Poznaniu

## Zabytki
- Drewniana cerkiew greckokatolicka pw. św. Dymitra. Świątynia w Piątkowej należy do nielicznych na terenie południowo-wschodniej Polski, trójdzielnych cerkwi kopułowych. Cerkiew przeszła gruntowny remont w latach 1958-1961, obecnie nieużytkowana.
- Murowany rzymskokatolicki kościół filialny parafii pw. św. Jana Kantego w Tarnawce,[9], wybudowany w latach 30. XX wieku. Swoją bryłą przypomina bardziej murowaną cerkiew, niż świątynię katolicką. Podobny kościół został wybudowany w tym samym czasie w Ropieńce.

Piątkowa leży na Szlaku Architektury Drewnianej.